# Hunsingokanaal

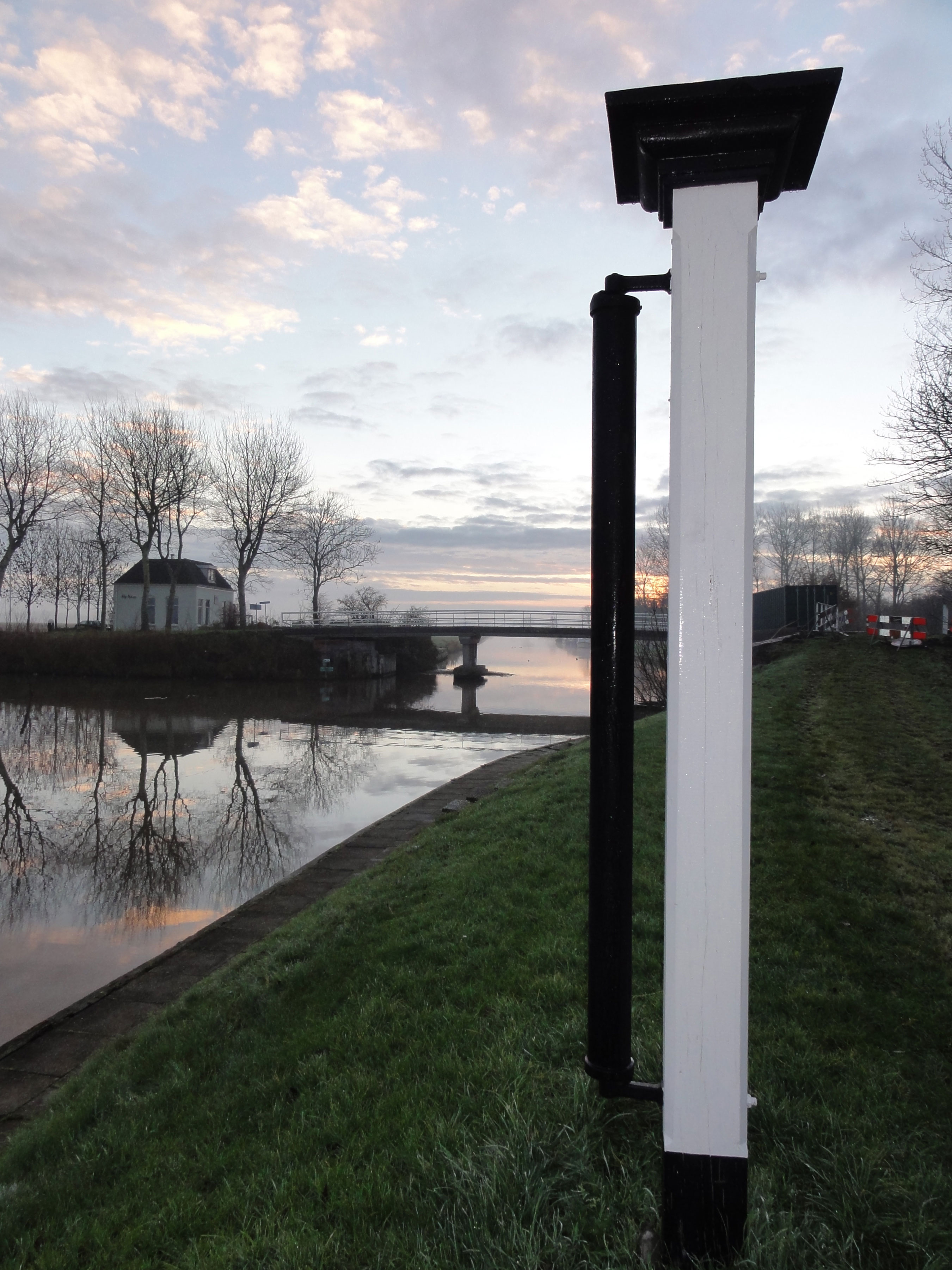
Der Kanal bei Leens

Der Hunsingokanaal ist ein 1873 erbauter Entwässerungskanal im Nordwesten der niederländischen Provinz Groningen, der von der Gegend um ’t Stort an Leens und Ulrum vorbei nach Zoutkamp verläuft. Bei ’t Stort teilt sich der Kanal und wird als Hoornse Vaart nach Norden und als Warfhuisterloopdiep nach Osten fortgesetzt. Im Westen schließt der Hunsingokanaal an die Zoutkamperril (Weiterführung der Reitdiep), welche in das Lauwersmeer mündet.
Der 6,6 Kilometer lange Kanal wurde angelegt, um die Entwässerung des Landesteils Marne, Teil des friesischen Gaus Hunsingo, zu verbessern, welcher heute die Gemeinde De Marne umfasst. Er ist für Boote passierbar.
Der Bau wurde 1852 möglich durch die Errichtung einer Waterschap, der niederländischen Form einer örtlichen Selbstverwaltung zur Wasserwirtschaft. Sie entstand aus den Vorgängerorganisationen der Zijlvesten, namentlich dem  Houwerzijlvest und Schouwerzijlvest, welche seinerzeit das Gebiet des Hunsingo abdeckten.
Man entschied sich für eine Verbindung zwischen dem Zentrum Hunsingos und einem Abfluss nach Westen. Begonnen wurde mit dem Stück zwischen Zoutkamp und Ulrum, welcher den Namen Zoutkampertocht (zu deutsch etwa: Zoutkamper Fahrt) erhielt, bis der Kanal dann später nach 't Stort verlängert wurde.
Schließlich wurde beim Deich in Zoutkamp ein Siel (niederländischer Begriff: spuisluis) angelegt. Der so entstandene Kanal bekam den Namen der ausführenden Waterschap. Die Schleuse erhielt den Namen Hunsingosluis.

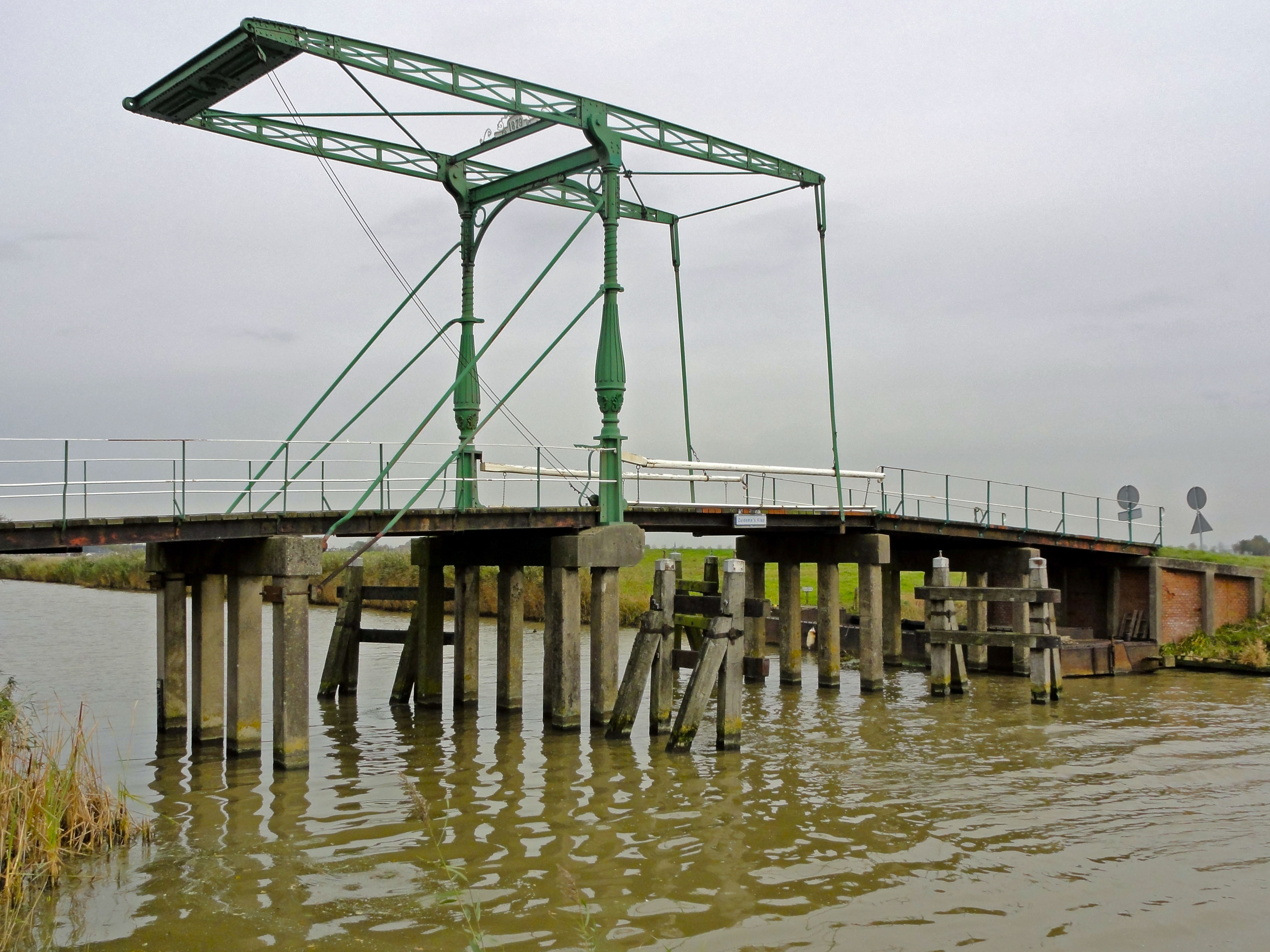
Klappbrücke „Zuidema’s klap“ bei Niekerk

Die Entwässerung der Gegend um De Marne wurde durch den Hunsingokanaal stark verbessert. Aber erst im 20. Jahrhundert wurde der Kanal um ein Sperrwerk, die H.D. Louwes-Sluis,  erweitert (benannt nach dem Politiker H.D. Louwes (1893–1960)). Dieses Werk wird von der Waterschap Electra verwaltet, welche auch das Pumpwerk De Waterwolf in Oldehove betreibt. Der Hunsingokanaal ist in seiner Funktion als Entwässerungsbauwerk ein Nebenlauf der Reitdiep, der Hauptentwässerungsader der heutigen Waterschap Noorderzijlvest.
Über den Kanal spannen sich (von Ost nach West) folgende Brücken, niederländisch auch Til genannt, Leenstertil,  Ulrumertil, Zuidema’s klap und die Hunsingobrug (an der Schleuse). In den 1980er Jahren wurde bei Zoutkamp zudem eine Querung für Radfahrer gebaut.
Koordinaten: 53° 21′ 14″ N, 6° 20′ 15″ O